# Herteån
Herteån är ett vattendrag i Bollnäs Kommun. 

## Beskrivning
Herteån avvattnar Övra Herten, Nedra Herten med Östansjöviken samt Håsjön, Hälsingland. Ån mynnar ut i Bergviken via Kyrkbytjärnen.
Åns inlopp ligger vid Nedra Hertens östra strand, den rinner sedan genom byarna Markmyra, via Acktjäratjärn i Acktjära, Granbo, Kvarnböle, Norrfly och vid Norrbyn mynnar den ut i Kyrkbytjärnen, höjdskillnaden på den sträckan är ca 31 meter.

## Historia
Utefter ån har det funnits ett flertal olika vattendrivna verk, sågar, kvarnar, linberedningsverk, slip, färgeri och garveri. Under åren 1861–1865 utfördes en sjösänkning av Övra Herten och Nedra Herten och därvid grävdes det bort flera dammar vilket ledde till att flera av dessa verk blev obrukbara.